# 빈센트 (1990년 영화)
빈센트(Vincent & Theo)는 영국에서 제작된 로버트 알트만 감독의 1990년 드라마 영화이다. 아드리안 브린 등이 주연으로 출연하였고 루디 보우큰 등이 제작에 참여하였다.

## 출연

### 주연
- 아드리안 브린
- 앤 카노바스

### 조연
- 장 피에르 카셀
- 베르나데트 지로드
- 한스 케스팅
- 폴 라이스
- 팀 로스
- 조한나 터 스티지
- 블라디미르 요르다노프

## 제작진
- 미술: 스티븐 알트먼
- 의상: 스콧 버쉬넬